# Хемофобия
Хемофобията (на гръцки: αἷμα – кръв и φόβος – страх) е ирационалният страх от кръв. При тежки случаи на тази фобия, тя може да причини физически реакции, които са нетипични за други фобии, включително и припадъци. Подобни реакции могат да се проявят и при трипанофобията и травматофобията.

## Причини
Хемофобията често се проявява в резултат на получена травма през детството или юношеството. Въпреки че някои предлагат гените за възможна причина за този страх, изследване на близнаци показва, че травматични събития, а не гените са основния фактор за появата му.

## Лечение
Основният начин за лечение е същия като този за другите фобии – терапия и лекарства, с които да се намалят тревожността и дискомфорта. Напоследък, техника известна като „прилагане на натиск“ – прилагане на натиск върху мускулите за да се увеличи кръвното налягане се доказва като ефективен метод за лечение за хематофобията, свързана със спад в кръвното и припадъци.

## В популярната култура
Д-р Мартин Елингам, главният герой в британския телевизионен сериал „Доктор Мартин“ е способен и успешен хирург в Лондон, който развива хемофобия и вследствие от това трябва да се откаже от професията си.